# Cerastium malyi
Cerastium malyi är en nejlikväxtart som först beskrevs av Toma Coev Georgiev, och fick sitt nu gällande namn av M. Niketic. Cerastium malyi ingår i släktet arvar, och familjen nejlikväxter. Inga underarter finns listade i Catalogue of Life.